# Zespół Szkół Elektrycznych, Elektronicznych i Mechanicznych im. Jędrzeja Śniadeckiego w Bielsku-Białej
Zespół Szkół Elektronicznych, Elektrycznych i Mechanicznych im. Jędrzeja Śniadeckiego w Bielsku-Białej – zespół szkół, obejmujący Technikum nr 3 i Szkołę Branżową I stopnia nr 3. Mieści się w Bielsku-Białej, przy ul. Słowackiego 24 na Dolnym Przedmieściu.
Zespół Szkół Elektronicznych, Elektrycznych i Mechanicznych to publiczna szkoła zawodowa z siedzibą w Bielsku-Białej przy ulicy Juliusza Słowackiego 24.
Jest placówką, której korzenie sięgają 1874 roku, kiedy to powstała Państwowa Szkoła Przemysłowa. Budynek, w którym obecnie mieści się ZSEEiM, jest kolebką bielskiego szkolnictwa. Funkcjonowały tu pierwsze szkoły średnie w Bielsku: powstała w 1860 roku Państwowa Wyższa Szkoła Realna, utworzone w 1871 roku Państwowe Gimnazjum Klasyczne oraz Państwowa Szkoła Przemysłowa, która później została przeniesiona do budynku przy ulicy Sixta.
W roku szkolnym 2024/2025 w Technikum oraz w Branżowej Szkole I stopnia kształciło się 1157 uczniów.

## Okres monarchii Austro-Węgierskiej
Bogactwa naturalne Śląska oraz szybka industrializacja okręgu bielsko-bialskiego spowodowały zapotrzebowanie na wykwalifikowaną kadrę techniczną. To stało się podstawą decyzji Ministerstwa Oświaty w Wiedniu o założeniu szkoły przemysłowej w Bielsku w latach 1874-1875.
Pierwszym dyrektorem szkoły został Fryderyk Marten. Zgodnie z koncepcją pierwszego dyrektora, Fryderyka Martena, szkoła przemysłowa miała składać się z dwóch działów, poprzedzonych szkołą przygotowawczą: budowlanego i mechaniczno-technicznego. Niestety, ten model nie odpowiadał lokalnym potrzebom, co wymusiło reorganizację w 1880 roku. W jej wyniku zniesiono szkołę przemysłową, a w jej miejsce wprowadzono tak zwane Prowizorium – dwuletnią szkołę mistrzów, która koncentrowała się na kształceniu w zakresie budowy maszyn i przemysłu chemicznego. Zmiany dotyczyły także dyrekcji. W miejsce dyrektora Martensa powołano Jana Stingla (1880-1891), który tchnął w szkołę nowe idee. Efektem ogromnego zaangażowania dyrektora było dołączenie w 1881 roku do szkoły mistrzów wyższej szkoły z dwoma działami: mechaniczno-technicznym i chemiczno-technicznym.
Od roku 1884 do 1890, frekwencja uczniów w wyższej szkole przemysłowej z 99 wzrosła do 141, w szkole mistrzów z 46 do 80, w ogóle zaś, łącznie z kursami specjalnymi i dokształcającymi z 557 do 1000 uczniów przemysłowej.
Ostatnia reorganizacja szkoły przed wybuchem I wojny światowej miała miejsce w roku szkolnym 1910/1911. Polegała na likwidacji kierunku chemiczno-technicznego i utworzeniu w jego miejscu kierunku tekstylno-technicznego. I wojna światowa nie spowodowała poważniejszych zaburzeń w funkcjonowaniu szkoły.

## Okres II RP lata 1918-1939
Rok 1918 był przełomowy. Przemiany polityczne na świecie, takie jak rozpad Monarchii Austro-Węgierskiej, klęska Niemiec i chaos rewolucyjny w Rosji, w połączeniu z determinacją Polaków do samostanowienia, doprowadziły do odrodzenia polskiej państwowości.
Komisja Szkolna Księstwa Cieszyńskiego, która od grudnia 1918 roku nadzorowała miejscowe szkolnictwo, po uzyskaniu zgody władz centralnych w Warszawie, wydała 18 lipca 1919 roku rozporządzenie o otwarciu polskich klas z dniem 1 września 1919 roku.
Po licznych zmianach kadrowych ostatecznym dyrektorem szkoły przemysłowej został Ludwik Żarnowski, obejmując swoje urzędowanie w listopadzie 1922 roku.
Wysoki poziom kształcenia, w połączeniu z ogromnym zapotrzebowaniem na kadrę techniczną i nakładami inwestycyjnymi realizowanymi przez Śląski Urząd Wojewódzki, przełożył się na dynamiczny rozwój szkoły, co odzwierciedlają dane z 1932 roku.
"…W okresie rządów polskich od r. 1918 aż do chwili obecnej rozrasta się zakład w tempie bardzo szybkim, powstają nowe wydziały i szkoły mistrzów, liczba uczniów na dziennej szkole przekracza 550-ciu uczniów a poza tem powstają liczne kursa specjalne i szkoły dokształtające dla różnych gałęzi przemysłu.
Obecny stan organizacyjny szkoły przedstawia się następująco : 
- 4 letni wydział mechaniczny
- 4 letni wydział włókienniczy
- 3 letni wydział chemiczno-farbiarski
- 2 letnia szkoła mistrzów maszynowych
- 2 letnia szkoła mistrzów elektrotechnicznych
- 3 letnia (3 kursy zimowe) szkoła mistrzów budowlanych
- 3 letnia szkoła dokształcająca dla przemysłu metalowego, dla przemysłu elektrotechnicznego , dla przemysłu włókienniczego

Kursa specjalne zimowe dla maszynistów i palaczy, dla stolarzy, dla elektromonterów, dla tkaczy, dla cieśli i murarzy. Na wydziałach kształci się przyszłych techników, na szkołach mistrzów przyszłych majstrów dla różnych gałęzi przemysłu. 
W szkole  dokształca się młodocianych pracowników przemysłowych do lat 18-stu, zaś kursa specjalne służą dokształcaniu czeladników względnie starszych pracowników przemysłowych. 
Rozwój ten został przerwany przez wybuch II wojny światowej.

## Lata 1945-1950
Organizacja nauki na terenie Bielska i Białej rozpoczęła się już w początkach 1945 roku. Wówczas w budynku przy ulicy Słowackiego mieścił się Państwowy Instytut Robót Ręcznych.
Fundamentalne zmiany nastąpiły jednak dopiero w 1950 roku, kiedy to w wyniku decyzji o likwidacji Państwowej Szkoły Przemysłowej z jej dwóch wydziałów – mechanicznego i elektrycznego – utworzono Technikum Mechaniczno-Elektryczne z siedzibą przy ulicy Słowackiego 24. To właśnie dzięki temu na mapie Bielska pojawił się popularny „Mechanik”.

## Lata 1950-1972
Uroczyste rozpoczęcie pierwszego roku szkolnego w Państwowym Technikum Mechaniczno-Elektrycznym  w Bielsku-Białej miało miejsce 1 września 1950 roku.
Liczba młodzieży w dniu 1.IX.1950 r. wynosiła 1948 uczniów, w tym 28 dziewcząt, mieszczących się w 46 oddziałach. Nauka, mimo poważnej pojemności budynku, musiała odbywać się na dwie zmiany, a to od 8-14 i od 14-20. Grono profesorskie wraz z  nauczycielami zawodu liczyło 118 osób. 

## Lata 1972-1997
1 września 1972 roku wskutek reorganizacji szkoła zmieniła nazwę na Zespół Szkół Zawodowych nr 3. Placówka kształciła młodzież oraz dorosłych w systemie dziennym i zaocznym.
W 1974 roku z ZSZ nr 3 wyłączono szkoły dla pracujących, tworząc Ośrodek Kształcenia Ustawicznego, przekształcony w 1976 roku w Centrum Kształcenia Ustawicznego, którego dyrektorem został Jan Dzida. Dzięki jego staraniom CKU przekształciło się, w 1993 roku, w Zespół Szkół Zawodowych nr 4. 

## Współczesność
Rok 1997 stanowi niezwykle ważną datę w historii szkoły - doszło wówczas do połączenia Zespołu Szkół nr 3 i 4, tworząc obecny Zespół Szkół Elektronicznych, Elektrycznych i Mechanicznych. Funkcję dyrektora placówki, aż do roku 2008, pełnił zasłużony mgr Jan Dzida.
1 września 2008 roku na stanowisko dyrektora ZSEEiM powołano mgr inż. Jacka Zielińskiego, którego praca stanowi istotny wkład w historię szkoły, a jednocześnie skutecznie dostosowuje placówkę do dynamicznie zmieniających się potrzeb rynku pracy. Potwierdzają to wysokie pozycje szkoły w niezależnych rankingach, współpraca międzynarodowa, pozytywne opinie lokalnych pracodawców, a przede wszystkim duże zainteresowanie młodzieży nauką w popularnym „Mechaniku”.
Ostatnia reorganizacja miała miejsce w 2012 roku i polegała na likwidacji Zespołu Szkół Elektronicznych z siedzibą przy ulicy Lompy 8 oraz przeniesieniu jego zasobów do ZSEEiM.
Obecnie szkoła kształci w następujących zawodach:
- Technik Elektryk
- Technik Informatyk
- Technik Mechanik
- Technik Mechatronik
- Technik Programista
- Elektryk – Branżowa Szkoła I Stopnia

## Budynek
Dynamiczny rozwój szkoły spowodował problemy lokalowe, których rozwiązaniem była budowa gmachu mogącego pomieścić całą szkołę wraz z jej oddziałami. Budynek zaprojektował architekt Emanuel Rost senior, a jego budowa przypadła na lata 1873-1883. Cytując Jacka Trzeciaka i Ewę Malcher, autorów książki „Mechanik. Historia i Współczesność”
„Ogromny budynek szkolny nieodparcie przypomina, swoją trójskrzydłową bryłą, pałac. W architekturze jest to okres tak zwane go dojrzałego historyzmu. A historyzm to kierunek w architekturze i sztukach plastycznych końca XIX i początku XX w., którego cechą było naśladowanie wielkich stylów epok minionych, wynikające z szacunku dla przeszłości i, dążenie do okazałości i wyrażanie poglądu, że architektura ma wskazywać określone treści. Historyzm w CK Austrii miał sławić wielkość i nienaruszalność dynastii Habsburskiej”. 
Emanuel Rost w swoim projekcie zastosował wiele cech charakterystycznych dla stylu neorenesansowego, widocznych w fasadzie budynku. Poszczególne kondygnacje oddzielają gzymsy, pełniące również funkcje dekoracyjne. Neorenesansowy charakter ma również wystrój wewnętrzny budynku. Odwołując się do książki „Mechanik. Historia i Współczesność” autorstwa Ewy Malcher i Jacka Trzeciaka, czytamy:
„Na parterze znajduje się reprezentacyjny, trójnawowy hall. Jego charakterystycznym zdobieniem są kamienne kolumny w porządku toskańskim, na których wsparte jest sklepienie żaglaste.  Ściany boczne harmonijnie podzielono pilastrami, dzięki czemu całość sprawia wrażenie dostojeństwa i powagi miejsca. Z hallu na wyższe kondygnacje prowadzi reprezentacyjna klatka schodowa. Z parteru na pierwsze piętro prowadzą schody o charakterze tunelowym. Najpierw pojedyncze, na półpiętrze przedzielone spocznikiem (podestem) ze sklepieniem żaglastym i trzema oknami, potem przechodzą w podwójne. Znów pojedyncze, ale już otwarte, prowadzą do spocznika przed drugim piętrem. Po dest oświetlają trzy okna i dodatkowo trzy nadświetla (małe prostokątne okna), umieszczone w arkadowo zwieńczonych pilastrach”. 
Budynek posiada również dwie klatki schodowe, znajdujące się w jego skrzydłach, przy bocznych wejściach. W zgodzie z założeniami neorenesansowymi budynek otoczono zielenią.
W latach 1890-91 na potrzeby Szkoły została wzniesiona hala gimnastyczna jej neorenesansowa bryła harmonijne współgra z budynkiem Szkoły.

## Patroni
W historii szkoły zapisało się dwóch patronów. Pierwszym z nich był Paweł Finder, polski działacz komunistyczny, narzucony przez ówczesne władze. W wyniku transformacji ustrojowej, 22 maja 1990 roku, decyzją Urzędu Wojewódzkiego imię patrona szkoły zostało anulowane.
11 maja 1999 roku ZSEEiM otrzymał imię Jędrzeja Śniadeckiego, jednego z najwybitniejszych polskich uczonych epoki Oświecenia. 10 marca 2000 roku odbyła się uroczystość nadania imienia i wręczenia sztandaru szkoły.

## Honorowe krwiodawstwo w ZSEEiM
Szkoła od lat aktywnie propaguje honorowe krwiodawstwo. Poprzez organizowanie prelekcji, spotkań z honorowymi dawcami krwi oraz wyjść do Regionalnego Centrum Krwiodawstwa i Krwiolecznictwa, młodzież jest zaznajamiana z ideą honorowego oddawania krwi i przygotowywana do podjęcia świadomej decyzji o zostaniu dawcą.
Współpracując z Regionalnym Centrum Krwiodawstwa i Krwiolecznictwa w Katowicach, szkoła jest również organizatorem akcji krwiodawstwa na terenie placówki. Od 23 lat na terenie szkoły regularnie pojawiają się krwiobusy (mobilne punkty poboru krwi), umożliwiając młodzieży oddawanie krwi i pomaganie w ratowaniu życia.
Dzięki ofiarności, ogromnemu poczuciu odpowiedzialności społecznej i empatii młodzieży ZSEEiM, łącznie oddano już blisko 600 litrów krwi. Wyżej wymienione akcje cieszą się niezmiennie dużą popularnością zarówno wśród młodzieży, jak i społeczności szkolnej ZSEEiM.

## Turystyka
Szkoła aktywnie wspiera turystyczne zainteresowania młodzieży. W ZSEEiM prężnie działa Szkolne Koło Polskiego Towarzystwa Tatrzańskiego „Górski Azymut” im. Andrzeja Zawady.
Głównym celem nowo utworzonego koła jest upowszechnianie krajoznawstwa poprzez pieszą turystykę nizinną i górską, a także propagowanie prozdrowotnego stylu życia i szacunku do przyrody. W ramach działalności koła organizowane są piesze wycieczki w Tatry i Beskidy oraz udział w licznych inicjatywach, takich jak:
Inwentaryzacja zwierzyny w ramach wolontariatu z Babiogórskim Parkiem Narodowym (2023, 2024).
Biało-Czerwone wędrowanie w Tatrzańskim Parku Narodowym podczas Narodowego Święta Niepodległości (2023).
Akcja „Sprzątamy Beskidy z PTT 2024” (Klimczok, Babia Góra, Hrobacza Łąka).
Karpacki Finał 32. i 33. Wielkiej Orkiestry Świątecznej Pomocy – Hala    Lipowska (2023, 2024).
Kolejną organizacją turystyczną działającą w ZSEEiM jest Szkolne Koło Krajoznawczo-Turystyczne PTTK "MECHANIK", które zostało założone w 2014 roku. Koło zrzesza głównie młodzież ZSEEiM. W ramach działalności opiekunowie koła organizują wycieczki jedno-dniowe i kilkudniowe dla członków SKKT-PTTK "MECHANIK" oraz uczniów ZSEEiM. Koło uczestniczy także w różnorodnych wycieczkach, złazach i zlotach organizowanych przez oddział PTTK „Podbeskidzie”. Dzięki temu młodzież ma możliwość podziwiania piękna przyrody w innych pasmach gór Karpat i Sudetów.

## Rankingi
ZSEEiM corocznie plasuje się na wysokich pozycjach w rankingach szkół średnich publikowanych przez „Perspektywy” i „Rzeczpospolitą”. Potwierdzeniem wysokiej jakości pracy całej kadry pedagogicznej jest coroczny ranking miesięcznika „Perspektywy” za rok 2024, w którym bielski „Mechanik” zajął 49. miejsce w kraju i 8. w województwie śląskim, uzyskując tytuł „Złotej Szkoły”.

## Olimpiady przedmiotowe
Szkoła, dzięki zaangażowaniu uczniów i ich opiekunów, aktywnie uczestniczy w wielu olimpiadach zawodowych o zasięgu ogólnopolskim lub organizowanych przez uczelnie wyższe, takich jak Ogólnopolska Olimpiada Wiedzy Elektrycznej i Elektronicznej, Olimpiada Wiedzy Technicznej oraz Olimpiada Elektromechatroniczna. W wymienionych konkursach uczniowie zdobywają tytuły finalistów i corocznie zajmują czołowe lokaty w kraju.

## Organizowanie konkursów, udział w wydarzeniach

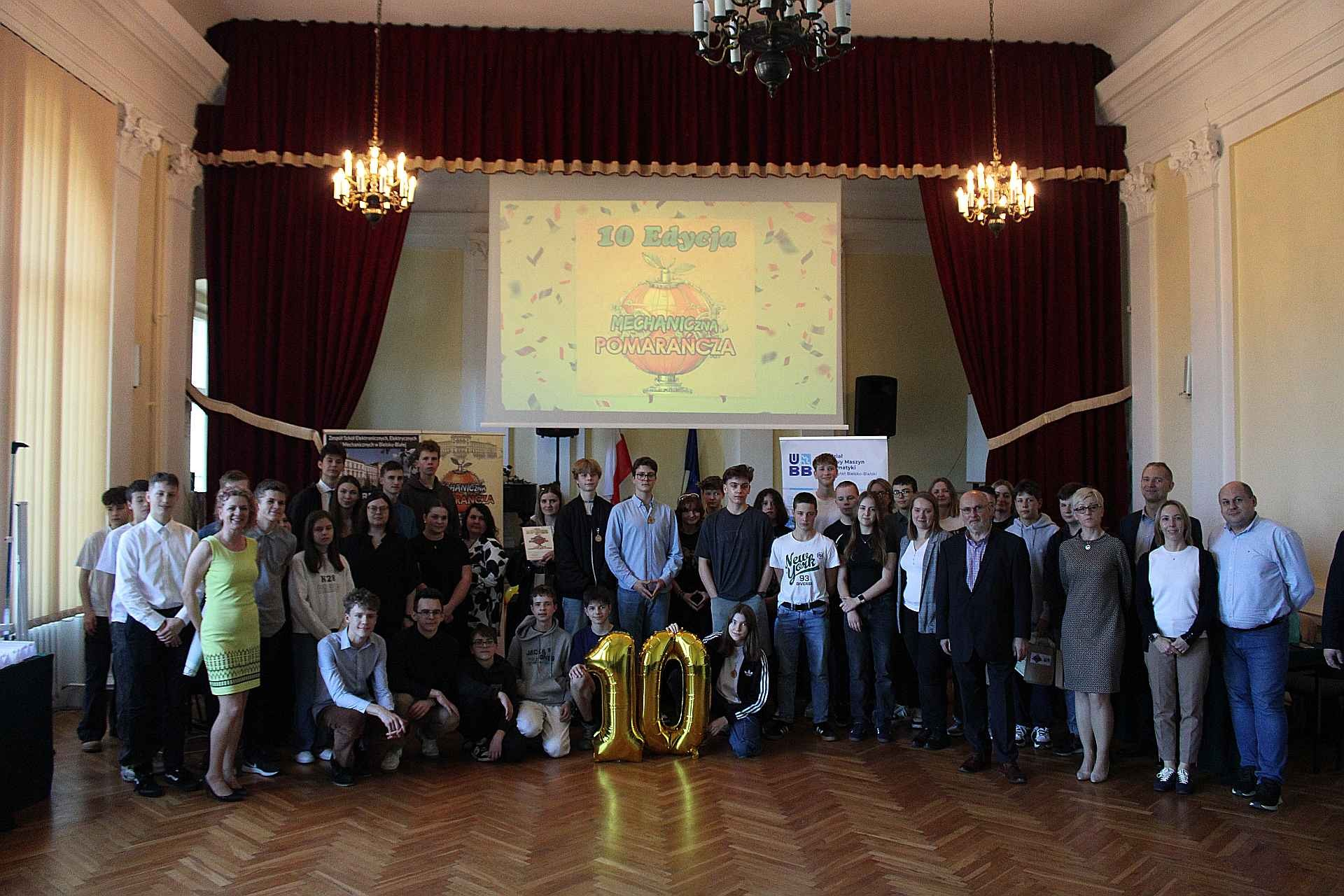
Pomarańcza X edycja rok szkolny 2024/2025 - zdjęcie zbiorowe

Od roku szkolnego 2013/2014 jest organizowany konkurs drużynowy dla ósmoklasistów MECHANICzna Pomarańcza. Jego celem jest ujawnianie i rozwijanie talentów młodzieży, rozwijanie twórczej aktywności oraz wspieranie wyboru profilu dalszego kształcenia uczniów. W konkursie tym uczestnicy wykazuje się wiedzą z zakresów przedmiotów przyrodniczych, elementów wiedzy informatycznej, technicznej i ogólnej.

## Osiągnięcia zawodowe w latach 2008 - 2023
Rok szkolny 2008/2009
Ogólnopolska Olimpiada Wiedzy Elektrycznej i Elektronicznej OOWEE  (Mateusz Kabocik – laureat 5-go miejsca w grupie elektroniki) 
Rok szkolny 2009/2010
Ogólnopolska Olimpiada Wiedzy Elektrycznej i Elektronicznej OOWEE (Maciej Kost , Kamil Maślanka – finaliści w grupie mechatroniki ) 
Rok szkolny 2010/2011
Ogólnopolska Olimpiada Wiedzy Elektrycznej i Elektronicznej OOWEE   (Daniel Jancarczyk 4TR1 - laureat 5-go miejsca w grupie mechatroniki)
Rok szkolny 2011/2012
Olimpiady Wiedzy Technicznej OWT – ( Piotr Mysiak –kl. 4TR2 tytuł finalisty w grupie elektrycznej)
Ogólnopolska Olimpiada Wiedzy Elektrycznej i Elektronicznej OOWEE ( Arkadiusz Tyran  - kl. 4TH1 tytuł finalisty)
Rok szkolny 2012/2013
Ogólnopolska Olimpiada Wiedzy Elektrycznej i Elektronicznej OOWEE  (Paweł Kuś –kl. 4TR2 -  laureat 6-go miejsca w grupie mechatroniki , Maciej Kozik – kl. 4TR2 – tytuł finalisty)
Olimpiada Innowacji Technicznych  ( Mikołaj Markiel – kl. 2TR1 – tytuł finalisty)
Rok szkolny 2013/2014
Ogólnopolska Olimpiada Wiedzy Elektrycznej i Elektronicznej OOWEE  ( Mikołaj Markiel – kl. 3TR1- tytuł finalisty)
Rok szkolny 2014/2015
Ogólnopolska Olimpiada Wiedzy Elektrycznej i Elektronicznej OOWEE  ( Mikołaj Markiel – kl. 4TR1- laureat 4 -go miejsca)
Rok szkolny 2015/2016
Ogólnopolska Olimpiada Wiedzy Elektrycznej i Elektronicznej OOWEE (finalista: Marcin Marczewski 4TR3 - 9 miejsce) 
Rok szkolny 2016/2017
Ogólnopolska Olimpiada Wiedzy Elektrycznej i Elektronicznej OOWEE (laureaci: Mateusz Figura 4TR1 – 1 miejsce w kraju, Mateusz Bielesz 4TR4 - 4 miejsce , finalista: Grzegorz Więzik 4TR2  - 7 miejsce) 
Rok szkolny 2017/2018
Ogólnopolska Olimpiada Wiedzy Elektrycznej i Elektronicznej OOWEE (laureat: Krystian Loranc 4TR2 - 5 miejsce ,  finaliści: Wojciech Bieniek - 9 miejsce, Dominik Ślęczka 4TH2 - 9 miejsce) 
Rok szkolny 2018/2019
Ogólnopolska Olimpiada Wiedzy Elektrycznej i Elektronicznej OOWEE (laureat: Michał Kawiak 4TR2 - 2 miejsce w kraju ,  finalista: Łukasz Korzonkiewicz 4TR2 - 12 miejsce) 
Rok szkolny 2019/2020
Ogólnopolska Olimpiada Wiedzy Elektrycznej i Elektronicznej OOWEE (tylko tytuły finalistów z powodu Covid19 : Tomasz Kawiak, Mateusz Sztefko, Dariusz Królicki) 
Rok szkolny 2020/2021
Ogólnopolska Olimpiada Wiedzy Elektrycznej i Elektronicznej OOWEE (laureaci: Tomasz Kawiak 4TR2 – 4 miejsce w kraju, Radosław Mrózek 3TR2 – 5 miejsce w kraju , finaliści : Hubert Zaśko 4TR2 -7miejsce w kraju, Robert Jura 4TR2 – 10 miejsce w kraju)  
Rok szkolny 2021/2022
Olimpiada OWT (Olimpiada Wiedzy Technicznej) -  (Dawid Jarczok 3TR2g – zdobył 10 miejsce w kraju  uzyskując tytuł finalisty w grupie elektryczno-elektronicznej)
Ogólnopolska Olimpiada Wiedzy Elektrycznej i Elektronicznej OOWEE (laureat: Dawid Jarczok 3TR2g – 5 miejsce w kraju w grupie mechatroniki, finalista : Mateusz Szwedka 4TH 10 miejsce w kraju w grupie elektronicznej) 
Rok szkolny 2022/2023
Olimpiada ELEKTROMECHATRON ( Dawid Jarczok 4TR2g – awansował do finału olimpiady – zwyciężył w grupie mechatroniki - laureat 1 miejsce w kraju) .
Ogólnopolska Olimpiada Wiedzy Elektrycznej i Elektronicznej OOWEE (laureat: Dawid Jarczok 4TR2g – 4 miejsce w kraju w grupie mechatroniki, finalista : Jan Orzechowski 4TR2g – 7 miejsce w grupie automatyki) 
Rok szkolny 2023/2024
Olimpiada ELEKTROMECHATRON (  Wiktor Gwoździewicz 4TR1 – zdobył tytuł finalisty) .
Ogólnopolska Olimpiada Wiedzy Elektrycznej i Elektronicznej OOWEE (laureaci: Wiktor Gwoździewicz 4TR1 – 1 miejsce w kraju w grupie automatyki , Piotr Jaworski 4TR1 – 6 miejsce w grupie mechatroniki) 
Rok szkolny 2024/2025
Olimpiada ELEKTROMECHATRON (  Wiktor Gwoździewicz 5TR1 – 5 miejsce w kraju - tytuł finalisty, Maksymilian Gruisen 5TR1 -   tytuł finalisty olimpiady , Szymon Leśniak 5TH – 5 miejsce w kraju - tytuł finalisty)
Ogólnopolska Olimpiada Wiedzy Elektrycznej i Elektronicznej OOWEE
Aż 8 uczniów awansowało finałowego etapu olimpiady.
(laureaci: Wiktor Gwoździewicz 5TR1 – 3 miejsce w kraju w grupie automatyki, Olaf Gutka 4TR1 – 3 miejsce w kraju w grupie mechatroniki, Szymon Leśniak 5TH –  6 miejsce w kraju w grupie elektroniki  ,  finaliści: Jakub Marszałek 5TR1 – 12 miejsce w grupie mechatroniki, Michał Janisz 2TE – 9 miejsce w grupie elektryki) 